# Salieblauwtje
Het salieblauwtje (Pseudophilotes bavius) is een vlinder uit de familie Lycaenidae. De wetenschappelijke naam is voor het eerst geldig gepubliceerd in 1832 door Eversmann.
De soort komt voor in Europa.